# Svelviks kommun
Svelviks kommun (norska: Svelvik kommune) var en kommun i Vestfold fylke i Norge.
Svelvik ligger på västsidan av Drammensfjorden vid den starka strömmen Svelviksströmmen, med Verket i Hurums kommun på östsidan. Innanför sundet, som trafikeras av bilfärjan Svelviksund, innehåller fjorden bräckt vatten och även en hel del ål i olika färger och kombinationer.
Svelviks kyrka är en långkyrka i nygotisk stil med romerska bågar från 1859 i mursten med 140 platser.

## Administrativ historik
Svelviks kommun bildades 1845 genom en delning av Strømms kommun. 1964 slogs Strømms och Svelviks kommuner samman och 1966 överfördes ett område med 131 invånare från Sande kommun. I samband med kommunreformen i Norge slogs Svelviks kommun och  Drammens kommun samman 1 januari 2020.

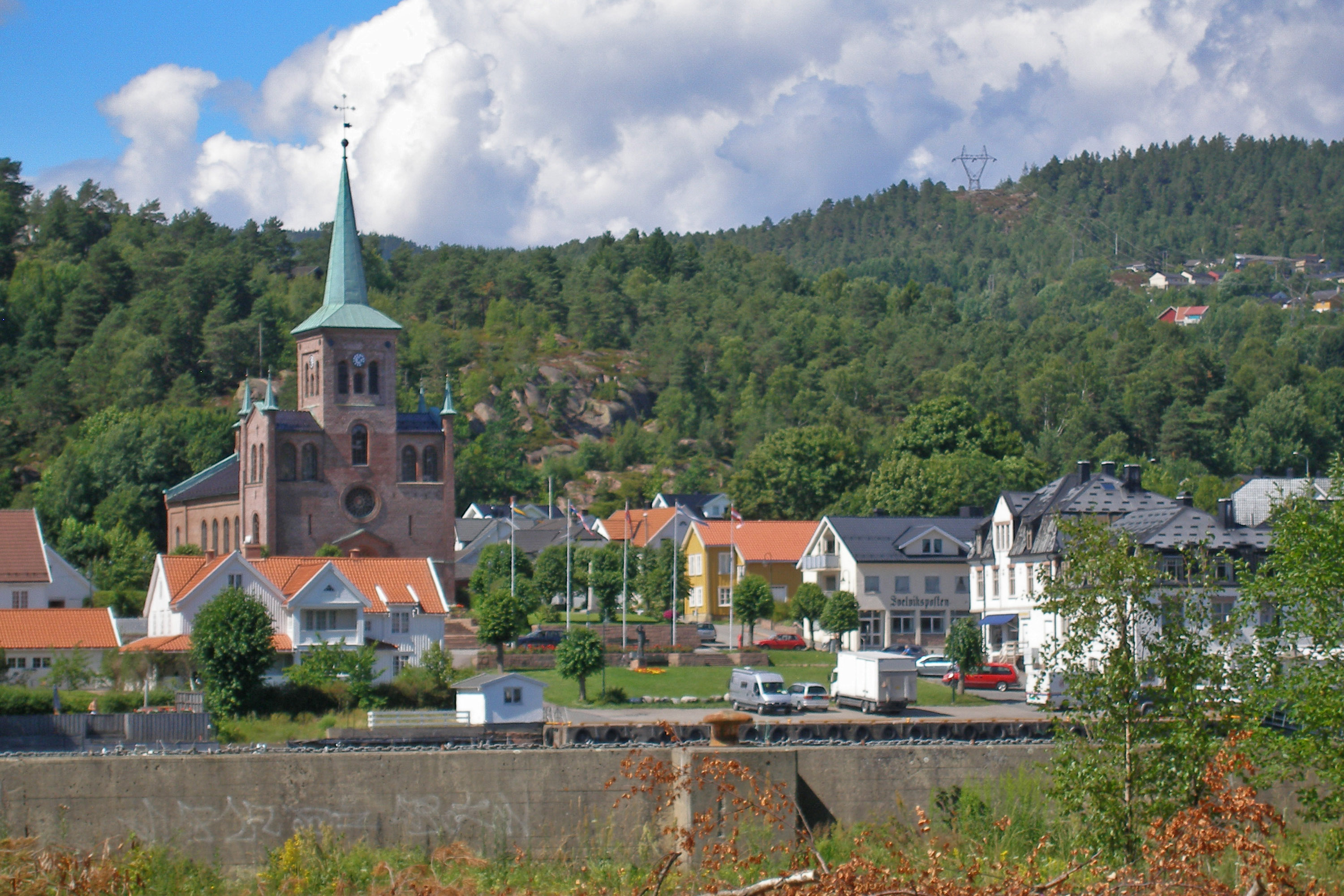
Svelvik med kyrkan från 1859.